# Distrito de Santiago (Ica)
El distrito de Santiago es uno de los catorce distritos peruanos que forman la provincia de Ica en el departamento de Ica, bajo la administración del Gobierno regional de Ica.

## Historia
El distrito fue creado mediante Ley del 31 de octubre de 1870, en el gobierno del Presidente José Balta.

## Geografía
- Ríos: Ica.
- Lagunas: Huacachina.

## Autoridades

### Municipales
- 2023 - 2026
  - Alcalde Actual:
- Ismael Francisco Carpio Solís. [Alianza por el Progreso]

- 2019 - 2022[1]
  - Alcalde: Leonardo Rubén Guerrero Silva, de Movimiento Regional Obras Por La Modernidad.
  - Regidores:

  1. César Augusto Ramos Altamirano (Movimiento Regional Obras por la Modernidad)
  2. Julio Luis Gutiérrez Tueros (Movimiento Regional Obras por la Modernidad)
  3. Luis Alberto Vera Ronceros (Movimiento Regional Obras por la Modernidad)
  4. Luis Jonathan Campos Ávalos (Movimiento Regional Obras por la Modernidad)
  5. Dayana Estefani Berrocal Bernedo (Movimiento Regional Obras por la Modernidad)
  6. Jovita Miriam Huaman Cordova (Unión por el Perú)
  7. Daniel Francisco Carbajal Camana (Avanza País - Partido de Integración Social)

Alcaldes anteriores
- 2011 - 2014:[2] Ismael Francisco Carpio Solís, del Frente Regional Progresista Iqueño (FRPI).
- 2007 - 2010: Ismael Francisco Carpio Solís.

## Festividades
- Las Cruces
- Virgen del Carmen.